# Malons-et-Elze
Malons-et-Elze est une commune française située dans le nord du département du Gard, en région Occitanie.
Exposée à un climat méditerranéen, elle est drainée par le Chassezac, la Ganière, la rivière de Bournaves et par divers autres petits cours d'eau. Incluse dans les Cévennes, la commune possède un patrimoine naturel remarquable : un site Natura 2000 (les « hautes vallées de la Cèze et du Luech »), un espace protégé (le « géoparc des monts d'Ardèche ») et deux zones naturelles d'intérêt écologique, faunistique et floristique.
Malons-et-Elze est une commune rurale qui compte 115 habitants en 2022, après avoir connu un pic de population de 1 220 habitants en 1866.  Ses habitants sont appelés les Malonnais ou  Malonnaises.
Le patrimoine architectural de la commune comprend un immeuble protégé au titre des monuments historiques : l'église Saint-Pierre de Malons, inscrite en 1949.

## Géographie

### Localisation
Malons-et-Elze est la commune la plus septentrionale du département du Gard. Elle est limitrophe de l'Ardèche et de la Lozère.
C'est à Malons que se situent l'église et la mairie ainsi que le passage d'une draille à moutons. Cette dernière vient de Saint-Ambroix en passant par la Cham de Bonnevaux, Besses puis Cessenades, et file vers le Taravel, le contourne et passe par le pont romain dans la forêt du Mas de l'Ayre pour arriver au Collet de Villefort.

### Communes limitrophes
| Pied-de-Borne (Lozère) | Sainte-Marguerite-Lafigère (Ardèche) | Malarce-sur-la-Thines (Ardèche) |
|                        | Malons-et-Elze                       | Gravières (Ardèche)             |
| Ponteils-et-Brésis     | Bonnevaux                            | Les Vans (Ardèche)              |

#### Hameaux et lieux-dits
La commune de Malons-et-Elze est composée de plusieurs hameaux : Elze, Vézoles, la Boissière, le Faget, la Rouvière, la Rousse, Pialouzet, le Fergon, Liquemiaille, le Salzet, le Pradal, Bournaves, Cessenades, Valouze, Pialouzet-de-Gagnière, la Playsse et le Frontal.

### Géologie et relief
- Carte géologique
- Le Col du Mas de l'Ayre (846 m d’altitude)

### Climat
Pour des articles plus généraux, voir Climat de l'Occitanie et Climat du Gard.
En 2010, le climat de la commune est de type climat des marges montargnardes, selon une étude s'appuyant sur une série de données couvrant la période 1971-2000. En 2020, Météo-France publie une typologie des climats de la France métropolitaine dans laquelle la commune est exposée à un climat de montagne ou de marges de montagne et est dans une zone de transition entre les régions climatiques « Provence, Languedoc-Roussillon » et « Sud-est du Massif Central »0.
Pour la période 1971-2000, la température annuelle moyenne est de 9,3 °C, avec une amplitude thermique annuelle de 15,9 °C. Le cumul annuel moyen de précipitations est de 1 774 mm, avec 9,4 jours de précipitations en janvier et 5,2 jours en juillet. Pour la période 1991-2020, la température moyenne annuelle observée sur la station météorologique la plus proche, située sur la commune de Génolhac à 10 km à vol d'oiseau, est de 13,2 °C et le cumul annuel moyen de précipitations est de 1 692,5 mm,. Pour l'avenir, les paramètres climatiques de la commune estimés pour 2050 selon différents scénarios d’émission de gaz à effet de serre sont consultables sur un site dédié publié par Météo-France en novembre 2022.

### Milieux naturels et biodiversité

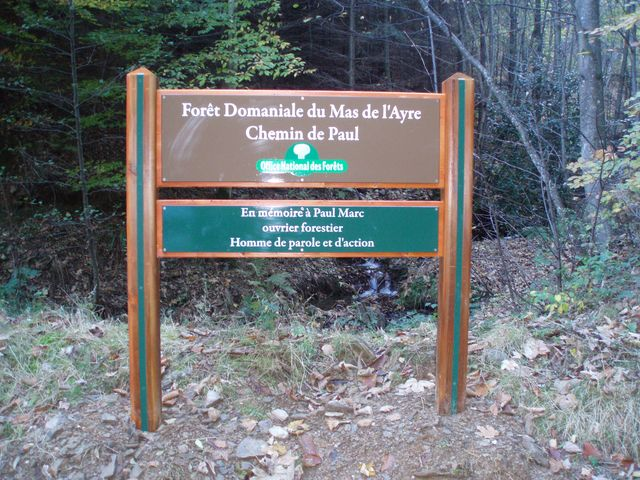
Le Chemin de Paul, 25 octobre 2008.

#### Espaces protégés
La protection réglementaire est le mode d’intervention le plus fort pour préserver des espaces naturels remarquables et leur biodiversité associée,.
Dans ce cadre, la commune fait partie de l'aire d'adhésion du Parc national des Cévennes. Ce  parc national, créé en 1967, est un territoire de moyenne montagne formé de cinq entités géographiques : le massif de l'Aigoual, le causse Méjean avec les gorges du Tarn et de la Jonte, le mont Lozère, les vallées cévenoles ainsi que le piémont cévenol.
La commune est dans le périmètre du « géoparc des monts d'Ardèche », classé Géoparc en septembre 2014 et appartenant dès lors au réseau mondial des Géoparcs, soutenu par l’UNESCO,.
La commune fait également partie de la zone de transition des Cévennes, un territoire d'une superficie de 116 032 ha reconnu réserve de biosphère par l'UNESCO en 1985 pour la mosaïque de milieux naturels qui la composent et qui abritent une biodiversité exceptionnelle, avec 2 400 espèces animales, 2 300 espèces de plantes à fleurs et de fougères, auxquelles s’ajoutent d’innombrables mousses, lichens, champignons,.

#### Réseau Natura 2000

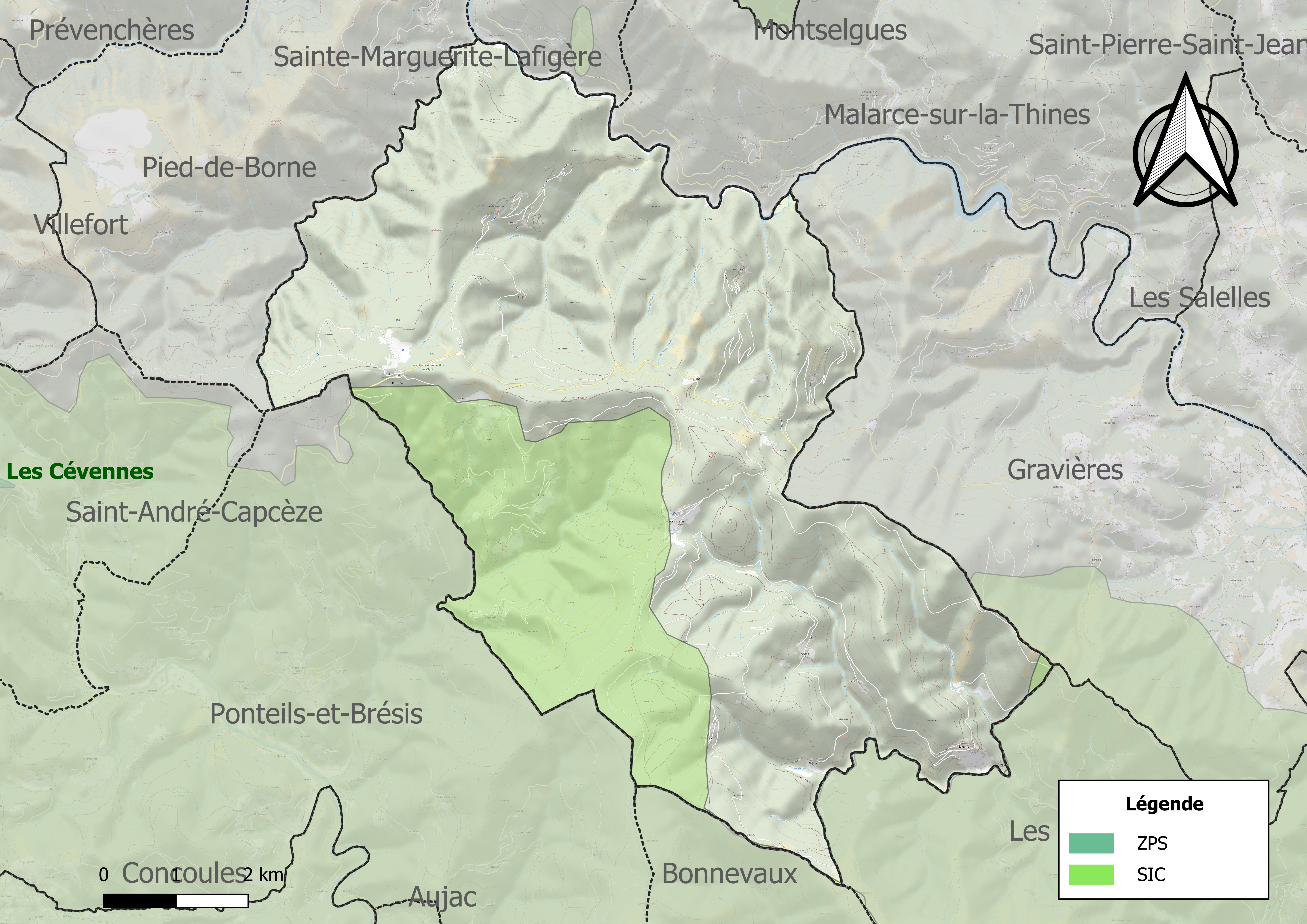
Site Natura 2000 sur le territoire communal.

Le réseau Natura 2000 est un réseau écologique européen de sites naturels d'intérêt écologique élaboré à partir des directives habitats et oiseaux, constitué de zones spéciales de conservation (ZSC) et de zones de protection spéciale (ZPS).
Un site Natura 2000 a été défini sur la commune au titre de la directive habitats : les « hautes vallées de la Cèze et du Luech », d'une superficie de 12 680 ha, correspondant à la partie amont du bassin versant de la Cèze. Elles présentent un patrimoine naturel remarquable, avec quatre espèces piscicoles : l'écrevisse à pattes blanches, le castor, la loutre et le barbeau méridional et cinq habitats d'intérêt communautaire d'origine.

#### Zones naturelles d'intérêt écologique, faunistique et floristique

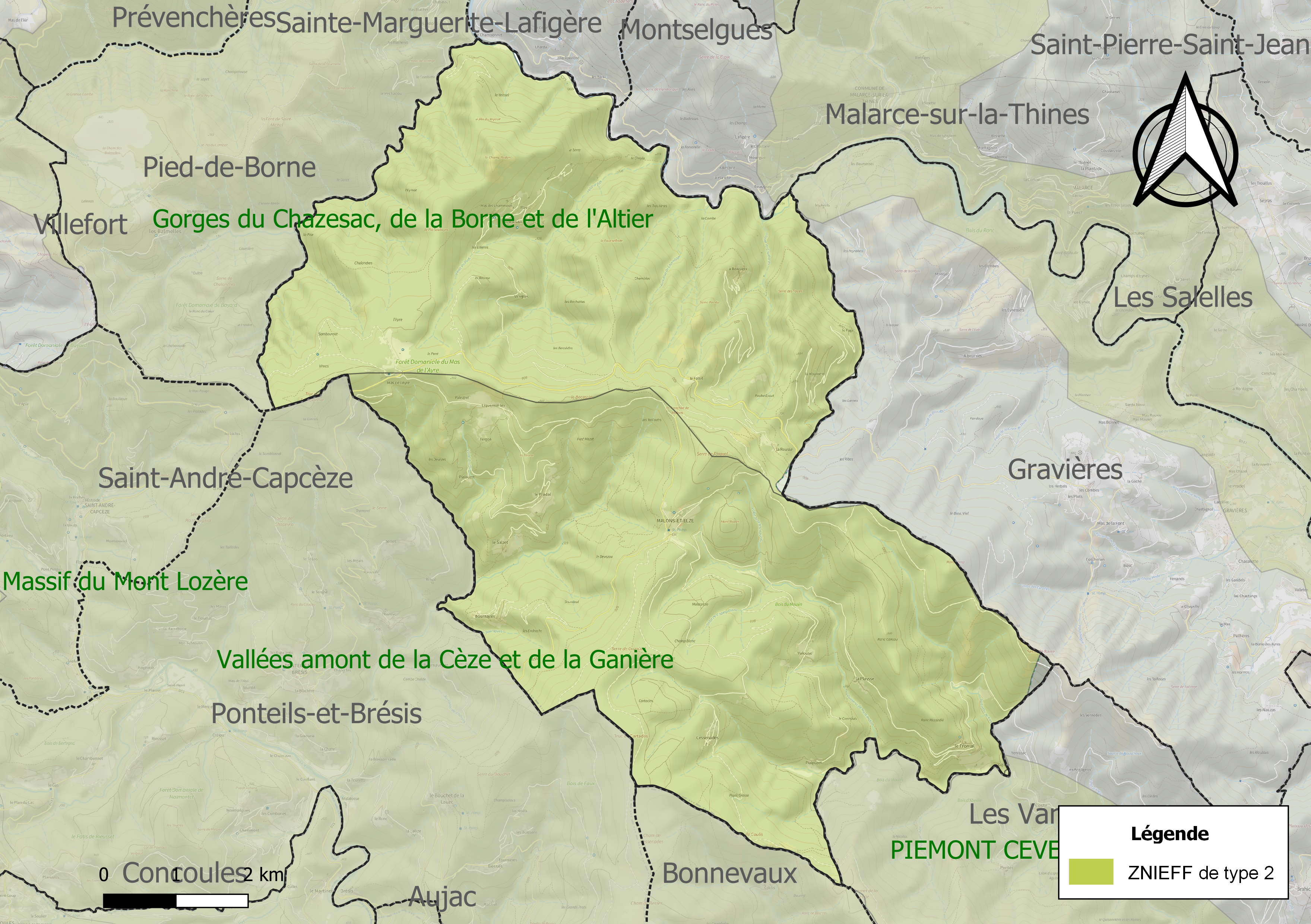
Carte des ZNIEFF de type 2 localisées sur la commune.

L’inventaire des zones naturelles d'intérêt écologique, faunistique et floristique (ZNIEFF) a pour objectif de réaliser une couverture des zones les plus intéressantes sur le plan écologique, essentiellement dans la perspective d’améliorer la connaissance du patrimoine naturel national et de fournir aux différents décideurs un outil d’aide à la prise en compte de l’environnement dans l’aménagement du territoire.
Deux ZNIEFF de type 2 sont recensées sur la commune :
- les « gorges du Chazesac, de la Borne et de l'Altier » (5 809 ha), couvrant 7 communes dont 2 dans le Gard et 5 dans la Lozère[19] ;
- les « vallées amont de la Cèze et de la Ganière » (10 752 ha), couvrant 11 communes dont 9 dans le Gard et 2 dans la Lozère[20].

## Urbanisme

### Typologie
Au 1er janvier 2024, Malons-et-Elze est catégorisée commune rurale à habitat très dispersé, selon la nouvelle grille communale de densité à sept niveaux définie par l'Insee en 2022.
Elle est située hors unité urbaine et hors attraction des villes,.

### Occupation des sols
L'occupation des sols de la commune, telle qu'elle ressort de la base de données européenne d’occupation biophysique des sols Corine Land Cover (CLC), est marquée par l'importance des forêts et milieux semi-naturels (100 % en 2018), une proportion identique à celle de 1990 (100 %). La répartition détaillée en 2018 est la suivante : 
forêts (92,6 %), milieux à végétation arbustive et/ou herbacée (7,4 %). L'évolution de l’occupation des sols de la commune et de ses infrastructures peut être observée sur les différentes représentations cartographiques du territoire : la carte de Cassini (XVIIIe siècle), la carte d'état-major (1820-1866) et les cartes ou photos aériennes de l'IGN pour la période actuelle (1950 à aujourd'hui).

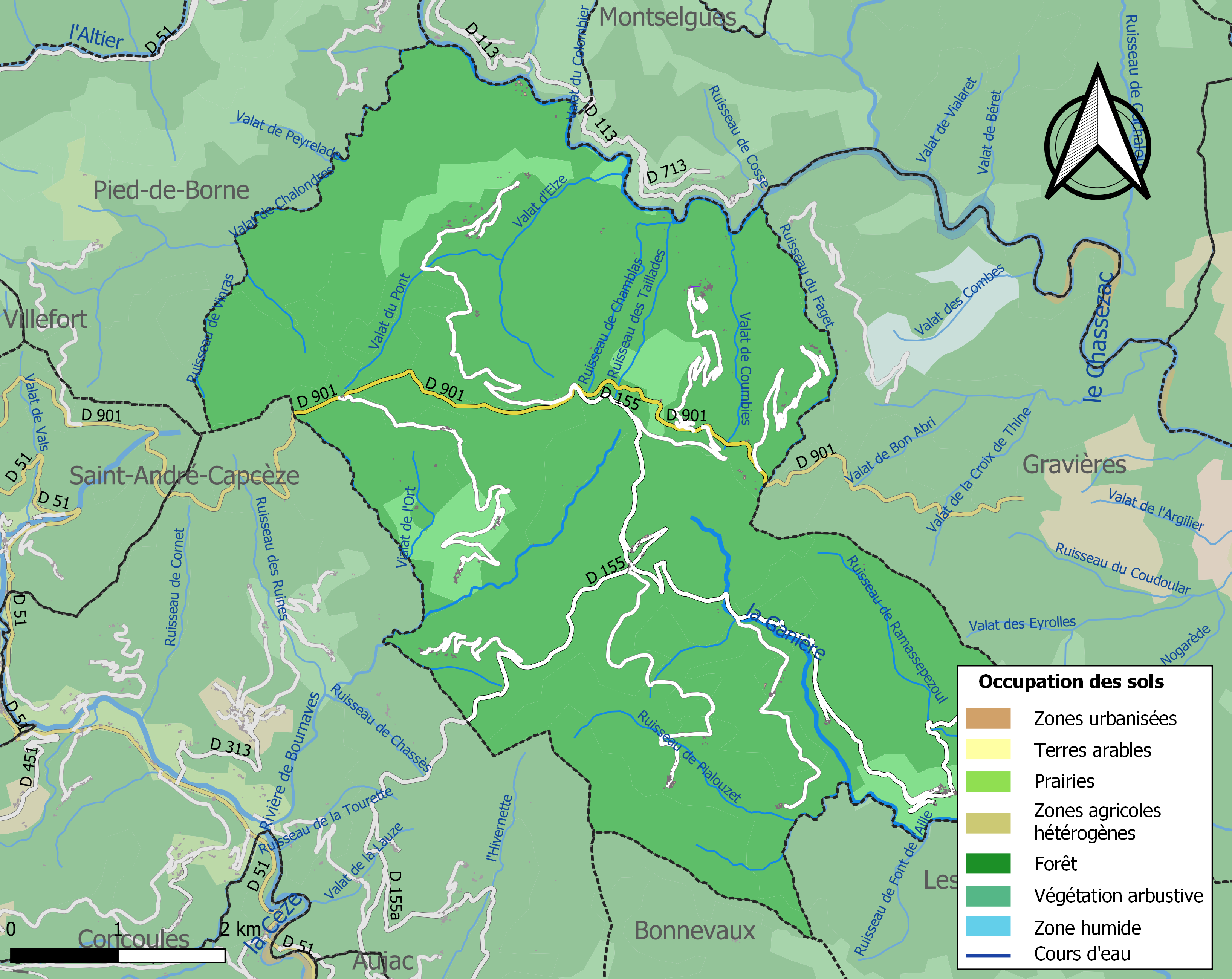
Carte des infrastructures et de l'occupation des sols de la commune en 2018 (CLC).

### Risques majeurs
Le territoire de la commune de Malons-et-Elze est vulnérable à différents aléas naturels : météorologiques (tempête, orage, neige, grand froid, canicule ou sécheresse), inondations, feux de forêts, mouvements de terrains et séisme (sismicité faible). Il est également exposé à un risque technologique, la rupture d'un barrage, et à un risque particulier : le risque de radon. Un site publié par le BRGM permet d'évaluer simplement et rapidement les risques d'un bien localisé soit par son adresse soit par le numéro de sa parcelle.

#### Risques naturels
Certaines parties du territoire communal sont susceptibles d’être affectées par le risque d’inondation par débordement de cours d'eau, notamment le Chassezac et la Ganière. La commune a été reconnue en état de catastrophe naturelle au titre des dommages causés par les inondations et coulées de boue survenues en 1982, 1992, 1994, 1995, 1997, 2008 et 2011,.

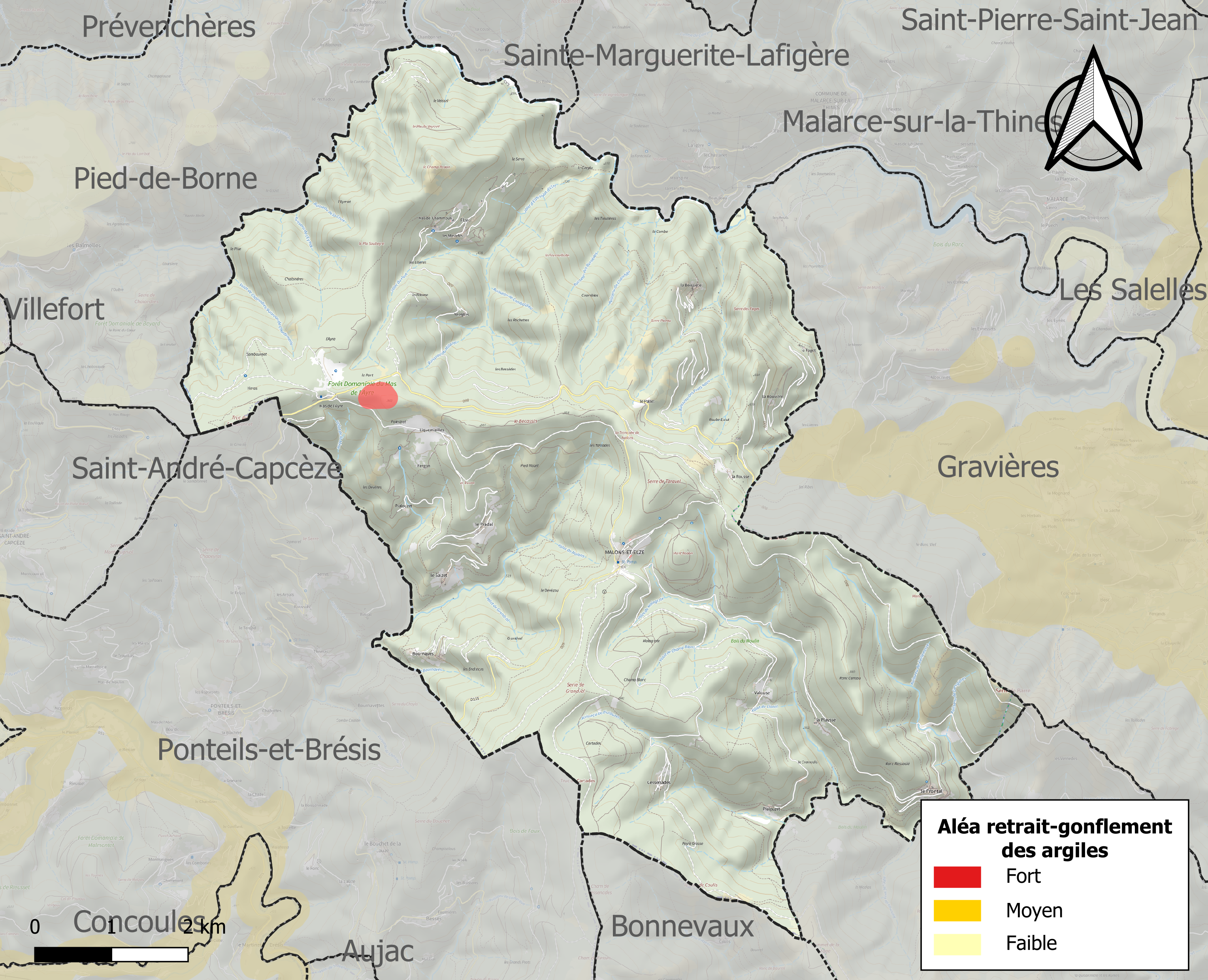
Carte des zones d'aléa retrait-gonflement des sols argileux de Malons-et-Elze.

La commune est vulnérable au risque de mouvements de terrains constitué principalement du retrait-gonflement des sols argileux. Cet aléa est susceptible d'engendrer des dommages importants aux bâtiments en cas d’alternance de périodes de sécheresse et de pluie. 0,2 % de la superficie communale est en aléa moyen ou fort (67,5 % au niveau départemental et 48,5 % au niveau national). Sur les 173 bâtiments dénombrés sur la commune en 2019, 0 sont en aléa moyen ou fort, soit 0 %, à comparer aux 90 % au niveau départemental et 54 % au niveau national. Une cartographie de l'exposition du territoire national au retrait gonflement des sols argileux est disponible sur le site du BRGM,.
Par ailleurs, afin de mieux appréhender le risque d’affaissement de terrain, l'inventaire national des cavités souterraines permet de localiser celles situées sur la commune.

#### Risques technologiques
La commune est en outre située en aval du barrage de Villefort, un ouvrage de classe A doté d'un PPI et situé dans la Lozère. À ce titre elle est susceptible d’être touchée par l’onde de submersion consécutive à la rupture de cet ouvrage.

#### Risque particulier
Dans plusieurs parties du territoire national, le radon, accumulé dans certains logements ou autres locaux, peut constituer une source significative d’exposition de la population aux rayonnements ionisants. Certaines communes du département sont concernées par le risque radon à un niveau plus ou moins élevé. Selon la classification de 2018, la commune de Malons-et-Elze est classée en zone 3, à savoir zone à potentiel radon significatif.

## Toponymie
Malons : occitan malon (prononcé "maloun"), du roman malon, bas latin malonum, sans doute d'un nom de personne gallo-romain, Mallo.
Ses habitants sont appelés les Malonnais.
Elze : occitan elze (provençal èuse), cf. italien elce, du latin ilex-icis : yeuse, chêne vert.

## Histoire

### Préhistoire
Sur le parcours de la draille à moutons, non loin du point culminant du Taravel, trois rochers schisteux présentent des gravures rupestres. Ils sont répartis approximativement sur une même ligne, et séparés les uns des autres par une distance de 250 m. Les gravures sont peu apparentes,  toutes les formes dérivent de la croix, à l’exception de quelques  cupules et formes anthropomorphes. L’un des rochers a été nommé par les populations locales « le rocher des croix ». Cela semble attester de l'ancienneté de cette voie, depuis le néolithique récent (env. -800 av. notre ère).

### Moyen Âge
Les hameaux de Cessenades, Le Salzet, ainsi que Le Frontal existent depuis le XIe siècle, les autres à partir des XIIe et XIIIe siècles.

### Époque contemporaine
La commune de Malons est réunie à celle d'Elze en 1816 pour former la nouvelle commune de Malons-et-Elze.

## Politique et administration

### Liste des maires
| Période                                  | Période  | Identité            | Étiquette | Qualité           |
| ---------------------------------------- | -------- | ------------------- | --------- | ----------------- |
| 1945                                     | 1952     | François Laganier   |           |                   |
| 1952                                     | 1953     | Léon Costier        |           |                   |
| 1953                                     | 1964     | André Costier       |           |                   |
| 1964                                     | 1965     | Raymond Régis       |           |                   |
| 1965                                     | 1971     | Aimé Nicolas        |           |                   |
| 1971                                     | 1977     | Jean Vénissac       |           |                   |
| 1977                                     | 1989     | Marcel Brès         | PCF       |                   |
| 1989                                     | 1995     | Guy Nouet           |           |                   |
| 1995                                     | 2001     | Guy Allard          |           |                   |
| 2001                                     | 2008     | Jean-Pierre Souchon | DVG       |                   |
| 2008                                     | 2010     | Michelle Guezellou  | PCF       |                   |
| 2010                                     | 2020     | Philippe Gaillard   | DVG       | Chef d'entreprise |
| 2020                                     | En cours | Jean Oliva          | DVG       |                   |
| Les données manquantes sont à compléter. |          |                     |           |                   |

## Population et société

### Démographie

#### Évolution démographique
L'évolution du nombre d'habitants est connue à travers les recensements de la population effectués dans la commune depuis 1793. Pour les communes de moins de 10 000 habitants, une enquête de recensement portant sur toute la population est réalisée tous les cinq ans, les populations de référence des années intermédiaires étant quant à elles estimées par interpolation ou extrapolation. Pour la commune, le premier recensement exhaustif entrant dans le cadre du nouveau dispositif a été réalisé en 2007.

En 2022, la commune comptait 115 habitants, en évolution de −6,5 % par rapport à 2016 (Gard : +2,97 %, France hors Mayotte : +2,11 %).
| 1793 | 1800 | 1806 | 1821  | 1831  | 1836  | 1841  | 1846  | 1851  |
| ---- | ---- | ---- | ----- | ----- | ----- | ----- | ----- | ----- |
| 858  | 598  | 967  | 1 020 | 1 161 | 1 108 | 1 165 | 1 168 | 1 209 |

| 1856  | 1861  | 1866  | 1872  | 1876  | 1881 | 1886 | 1891 | 1896 |
| ----- | ----- | ----- | ----- | ----- | ---- | ---- | ---- | ---- |
| 1 213 | 1 204 | 1 220 | 1 136 | 1 085 | 883  | 892  | 908  | 795  |

| 1901 | 1906 | 1911 | 1921 | 1926 | 1931 | 1936 | 1946 | 1954 |
| ---- | ---- | ---- | ---- | ---- | ---- | ---- | ---- | ---- |
| 756  | 728  | 665  | 535  | 459  | 400  | 361  | 269  | 205  |

| 1962 | 1968 | 1975 | 1982 | 1990 | 1999 | 2006 | 2007 | 2012 |
| ---- | ---- | ---- | ---- | ---- | ---- | ---- | ---- | ---- |
| 160  | 99   | 95   | 98   | 88   | 83   | 93   | 94   | 114  |

| 2017 | 2022 | - | - | - | - | - | - | - |
| ---- | ---- | - | - | - | - | - | - | - |
| 125  | 115  | - | - | - | - | - | - | - |

#### Pyramide des âges
La population de la commune est relativement âgée.
En 2018, le taux de personnes d'un âge inférieur à 30 ans s'élève à 21,6 %, soit en dessous de la moyenne départementale (32,6 %). À l'inverse, le taux de personnes d'âge supérieur à 60 ans est de 37,6 % la même année, alors qu'il est de 29,6 % au niveau départemental.
En 2018, la commune comptait 61 hommes pour 63 femmes, soit un taux de 50,81 % de femmes, légèrement inférieur au taux départemental (51,82 %).
Les pyramides des âges de la commune et du département s'établissent comme suit.
| Hommes | Classe d’âge | Femmes |
| ------ | ------------ | ------ |
| 1,6    | 90 ou +      | 0,0    |
| 6,6    | 75-89 ans    | 9,4    |
| 27,9   | 60-74 ans    | 29,7   |
| 27,9   | 45-59 ans    | 14,1   |
| 18,0   | 30-44 ans    | 21,9   |
| 1,6    | 15-29 ans    | 7,8    |
| 16,4   | 0-14 ans     | 17,2   |

| Hommes | Classe d’âge | Femmes |
| ------ | ------------ | ------ |
| 0,9    | 90 ou +      | 2      |
| 8,3    | 75-89 ans    | 10,6   |
| 19,4   | 60-74 ans    | 19,9   |
| 20,4   | 45-59 ans    | 20,3   |
| 16,8   | 30-44 ans    | 17     |
| 16,4   | 15-29 ans    | 14,2   |
| 17,8   | 0-14 ans     | 15,8   |

## Économie

### Emploi
|                | 2008   | 2013   | 2018   |
| -------------- | ------ | ------ | ------ |
| Commune        | 18,6 % | 15,6 % | 19,7 % |
| Département    | 10,6 % | 12 %   | 12 %   |
| France entière | 8,3 %  | 10 %   | 10 %   |

En 2018, la population âgée de 15 à 64 ans s'élève à 75 personnes, parmi lesquelles on compte 53,9 % d'actifs (34,2 % ayant un emploi et 19,7 % de chômeurs) et 46,1 % d'inactifs,. Depuis 2008, le taux de chômage communal (au sens du recensement) des 15-64 ans est supérieur à celui de la France et du département.
La commune est hors attraction des villes,. Elle compte 18 emplois en 2018, contre 24 en 2013 et 16 en 2008. Le nombre d'actifs ayant un emploi résidant dans la commune est de 27, soit un indicateur de concentration d'emploi de 66,9 % et un taux d'activité parmi les 15 ans ou plus de 40,4 %.
Sur ces 27 actifs de 15 ans ou plus ayant un emploi, 15 travaillent dans la commune, soit 56 % des habitants. Pour se rendre au travail, 74,1 % des habitants utilisent un véhicule personnel ou de fonction à quatre roues et 25,9 % n'ont pas besoin de transport (travail au domicile).

### Activités hors agriculture
14 établissements sont implantés  à Malons-et-Elze au 31 décembre 2019.
Le secteur de l'industrie manufacturière, des industries extractives et autres est prépondérant sur la commune puisqu'il représente 28,6 % du nombre total d'établissements de la commune (4 sur les 14 entreprises implantées  à Malons-et-Elze), contre 7,9 % au niveau départemental.

### Agriculture
|               | 1988 | 2000 | 2010 | 2020 |
| ------------- | ---- | ---- | ---- | ---- |
| Exploitations | 14   | 10   | 8    | 4    |
| SAU (ha)      | 596  | 257  | 44   | 301  |

La commune est dans les Cévennes, une petite région agricole occupant l'ouest du département du Gard. En 2020, l'orientation technico-économique de l'agriculture  sur la commune est la polyculture et/ou le polyélevage. Quatre exploitations agricoles ayant leur siège dans la commune sont dénombrées lors du recensement agricole de 2020 (14 en 1988). La superficie agricole utilisée est de 301 ha,,.

## Culture locale et patrimoine

### Édifices religieux
- Église Saint-Pierre de Malons. L'édifice a été inscrit au titre des monuments historiques en 1949[42]. Il date du XIIe siècle. L'église a probablement appartenu à l'abbaye de Bonnevaux. À l’origine elle était composée d’une nef voûtée en berceau, terminée par une abside en cul de four et flanquée, sur le côté sud, d'un clocher à arcades. La  porte s'ouvrait sous le clocher. Au milieu du XIXe siècle  deux chapelles latérales ont été ajoutées, et une pièce sur le flanc nord, vers sa base. La voûte de la nef a été refaite mais l'abside est d’origine[43].
- Église Saints-Pierre-et-Paul du Frontal.

## Héraldique
| Blason de Malons-et-Elze | Blason  | De sable à un chef losangé d'or et de gueules ; de gueules à une fasce losangée d'or et de sable. |
| Blason de Malons-et-Elze | Détails | Le statut officiel du blason reste à déterminer.                                                  |